# 福島原発事故独立検証委員会
- 原子力事故 > 福島第一原子力発電所事故 > 福島原発事故独立検証委員会

福島原発事故独立検証委員会（ふくしまげんぱつじこどくりつけんしょういいんかい、 Independent Investigation Commission on the Fukushima Daiichi Nuclear Accident）は、2011年東北地方太平洋沖地震に伴う東京電力福島原子力発電所事故の検証を行う民間人による委員会である。内閣府に設けられた「東京電力福島原子力発電所における事故調査・検証委員会」や国会に設けられた「東京電力福島原子力発電所事故調査委員会」とは異なり、民間人の立場から事故の検証を行う。「民間事故調」とも呼ばれる。なおこの項目における「福島プロジェクト」とは同委員会の活動を指す。『FUKUSHIMAレポート〜原発事故の本質〜』を出版している「FUKUSHIMAプロジェクト委員会」は同委員会とは別の組織である。
一般財団法人日本再建イニシアティブにより2011年9月に設立され、2012年2月28日に検証・調査報告書が発表された。

## 概要
日本再建イニシアティブはシンクタンク機能を有し、既存の官民組織から独立した民間の立場から日本再建の構想・実現をめざし、2011年9月に設立された。理事長は船橋洋一、理事は新浪剛史・近藤正晃ジェームス、主要職員は伊藤穰一、俵健太郎、木寺康（2012年2月現在）。
福島原発事故独立検証委員会は同財団の「最初の、そして最大のプロジェクト」である。福島プロジェクトの目的は、「民間出身で自由な立場にあり且つ原子力事業推進側に直接の利害を持たない構成員」により、司法、立法、行政、当事者企業のいずれでもない立場で東京電力福島原子力発電所事故の検証を独自に行う事故調査である。なぜ事故が起きたのか、なぜもっと異なる対応ができなかったのかという構造やシステムに対する疑問に対して、政府の危機管理のシステムだけでなく、現地における対応、技術的思想、安全規制の課題、「安全神話」、国際関係など、さまざまな局面について検証を行っている。

## 組織
有識者委員の指導と監督の下で約30名の中堅研究者・弁護士・ジャーナリストから成るワーキング・グループ(WG)が調査・分析を行う。さらに海外有識者・機関と外部専門アドバイザーそれぞれ若干名からなる。プログラムディレクターは船橋洋一。
有識者委員
委員長
- 北澤宏一（東京都市大学学長、東京大学名誉教授、前科学技術振興機構理事長）

委員
- 遠藤哲也（元外務省大臣官房審議官、元原子力委員会委員長代理、元国際原子力機関理事会議長）
- 但木敬一（元検事総長、森・濱田松本法律事務所客員弁護士、イオン取締役）
- 野中郁次郎（一橋大学名誉教授、富士通総研理事長）
- 藤井眞理子（東京大学先端科学技術研究センター教授、元大蔵省関税局国際調査課長）
- 山地憲治（東京大学名誉教授、公益財団法人地球環境産業技術研究機構理事・研究所長、元電力中央研究所研究主幹）
- （元）黒川清 （東京大学名誉教授） - 東京電力福島原子力発電所事故調査委員会委員長就任につき2011年12月2日退任

ワーキンググループ
秋山信将、井形彬、砂金祐年、大塚隆、開沼博、勝田忠広、菊池弘美、北澤桂、佐々木一如、塩崎彰久、信田智人、菅原慎悦、鈴木一人、戸崎洋史、友次晋介、中林啓修、藤代裕之、藤吉雅春、堀尾健太、村上健太、山口孝太ほか。

## 報告書
ワーキング・グループが約300人の関係者から聴取を行い、検証・調査報告書を取りまとめた。当事者である東京電力に対しても再三調査への協力要請がされたものの、他の事故調査委員会に対応しているとして聴取などの協力は得られなかった。なお委員長の北澤宏一は2012年3月14日プライムニュースに出演し、一部の東京電力OBと匿名者いずれからも聴取協力を得られたと述べている。
400ページを超える報告書は当初は非売品として世に出された。2月末の報告書公開時点では商業ベースでの出版のめどは立っていなかったが、反響が大きく入手希望が相次いだため、急遽『福島原発事故独立検証委員会　調査・検証報告書』として2012年3月上旬、有償出版されることになった。

### 内容
事故調報告では、当時首相だった菅直人が東京電力本店に乗り込んだ件などの言動は東京電力側に「覚悟を迫った」と評価した。
しかし、事故対応の局面で怒鳴るなど菅の個性が「混乱や摩擦の原因ともなった」「関係者を萎縮させるなど心理的抑制効果という負の面があった」「無用な混乱やストレスにより状況を悪化させるリスクを高めた。場当たり的で泥縄的な危機管理」「菅の決定や要請がベントの早期実現に役立ったと認められる点はなかった」「官邸の中断要請に従っていれば作業が遅延した可能性がある危険な状況だった」「会議で海水注入による再臨界の可能性を菅が強い調子で問いただし再検討を指示していた」と指摘した。
北沢宏一委員長は、菅の事故対応について「情報の出し方を失敗し、国民の評価を失った。全体としては不合格」と指摘、菅が海水注水に難色を示した際には、原子力安全委員会委員長の班目春樹ほか関係者が、菅を納得させるためだけに会議の入念なリハーサルを行って参加したことも明かされた。

## 関連書籍
- 『福島原発事故独立検証委員会　調査・検証報告書』福島原発事故独立検証委員会著、ディスカヴァー・トゥエンティワン（2012年3月12日） ISBN 978-4-7993-1158-5